# Copa de España de fútbol sala 2020
La Copa de España de fútbol sala de 2020 es la XXXI edición de este torneo en el que participan los ocho primeros equipos tras la finalización de la primera vuelta del campeonato de liga. La copa tendrá lugar entre el 5 y el 8 de marzo en el Palacio de Deportes José María Martín Carpena situado en Málaga (Andalucía).
Fue la primera edición donde se utilizó el Soporte Tecnológico, en aprobación entre la Real Federación Española de Fútbol y la FIFA. El Soporte Tecnológico fue una de las grandes novedades de la Copa de España de fútbol sala. Su implantación, que estará a prueba por primera vez, determinará si su uso mejora el juego, una condición que estará sujeta a cinco supuesto: goles, penalti/no penalti, tarjeta roja directa, error de identidad e incidencias del cronómetro.

## Equipos participantes
En la Copa de España participan ocho los equipos que ocuparon las posiciones superiores de la clasificación de primera división tras la finalización de la jornada 15 del campeonato de liga. Estos equipos son: 
1. Barça
2. Palma Futsal
3. Movistar Inter
4. Levante UD FS
5. Jaén Paraíso Interior
6. ElPozo Murcia
7. Club Atlético Osasuna Magna
8. Viña Albali Valdepeñas

### Sedes
| Palacio de Deportes José María Martín Carpena Capacidad: 13.000 espectadores |
|                                                                              |

### Árbitros
Los árbitros designados para la Copa fueron los siguientes.
| Juan José Cordero Gallardo | Javier Moreno Reina          |
| Carlos Rodrigo Miguel      | Fermín Ángel Sánchez Molina  |
| Alejandro Martínez Flores  | David Urdanoz Apezteguía     |
| Aitor Felipe Madorrán      | Juan Manuel García Hernández |
| Pablo Delgado Sastre       | Carlos Rabadán Sainz         |

### Calendario
| 1/4 | Cuartos de final | 1/2 | Semifinales | F | Final |

| Marzo de 2020          | 5 Jue   | 6 Vie   | 7 Sáb   | 8 Dom |
| ---------------------- | ------- | ------- | ------- | ----- |
| Fase (n.º de partidos) | 1/4 (2) | 1/4 (2) | 1/2 (2) | F (1) |

## Resultados

### Cuadro final
|  | Cuartos de final            | Cuartos de final            | Cuartos de final       |                        |                | Semifinales    | Semifinales | Semifinales |  |                        | Final                  | Final      | Final      |  |
|  |                             |                             |                        |                        |                | 7 de marzo     | 7 de marzo  | 7 de marzo  |  |                        | 8 de marzo             | 8 de marzo | 8 de marzo |  |
|  |                             |                             |                        |                        |                |                |             |             |  |                        |                        |            |            |  |
|  |                             |                             |                        |                        |                |                |             |             |  |                        |                        |            |            |  |
|  | Movistar Inter              | Movistar Inter              | 1                      |                        |                |                |             |             |  |                        |                        |            |            |  |
|  | Movistar Inter              | Movistar Inter              | 1                      |                        |                |                |             |             |  |                        |                        |            |            |  |
|  | Palma Futsal                | Palma Futsal                | 0                      |                        |                |                |             |             |  |                        |                        |            |            |  |
|  | Palma Futsal                | Palma Futsal                | 0                      |                        | Movistar Inter | Movistar Inter | 2           |             |  |                        |                        |            |            |  |
|  | 5 de marzo                  |                             |                        |                        | Movistar Inter | Movistar Inter | 2           |             |  |                        |                        |            |            |  |
|  |                             |                             | Viña Albali Valdepeñas | Viña Albali Valdepeñas | 3              |                |             |             |  |                        |                        |            |            |  |
|  | Jaén Paraíso Interior       | Jaén Paraíso Interior       | Viña Albali Valdepeñas | Viña Albali Valdepeñas | 3              | 0              |             |             |  |                        |                        |            |            |  |
|  | Jaén Paraíso Interior       | Jaén Paraíso Interior       |                        |                        |                |                |             |             |  |                        |                        |            |            |  |
|  | Viña Albali Valdepeñas      | Viña Albali Valdepeñas      | 1                      |                        |                |                |             |             |  |                        |                        |            |            |  |
|  | Viña Albali Valdepeñas      | Viña Albali Valdepeñas      | 1                      |                        |                |                |             |             |  | Viña Albali Valdepeñas | Viña Albali Valdepeñas | 3          |            |  |
|  |                             |                             |                        |                        |                |                |             |             |  | Viña Albali Valdepeñas | Viña Albali Valdepeñas | 3          |            |  |
|  |                             |                             | Barça                  | Barça                  | 4              |                |             |             |  |                        |                        |            |            |  |
|  | Levante UD FS               | Levante UD FS               | Barça                  | Barça                  | 4              | 1              |             |             |  |                        |                        |            |            |  |
|  | Levante UD FS               | Levante UD FS               |                        |                        |                |                |             |             |  |                        |                        |            |            |  |
|  | ElPozo Murcia               | ElPozo Murcia               | 2                      |                        |                |                |             |             |  |                        |                        |            |            |  |
|  | ElPozo Murcia               | ElPozo Murcia               | 2                      |                        | ElPozo Murcia  | ElPozo Murcia  | 2           |             |  |                        |                        |            |            |  |
|  | 6 de marzo                  |                             |                        |                        | ElPozo Murcia  | ElPozo Murcia  | 2           |             |  |                        |                        |            |            |  |
|  |                             |                             | Barça                  | Barça                  | 3              |                |             |             |  |                        |                        |            |            |  |
|  | Barça                       | Barça                       | Barça                  | Barça                  | 3              | 3              |             |             |  |                        |                        |            |            |  |
|  | Barça                       | Barça                       |                        |                        |                |                |             |             |  |                        |                        |            |            |  |
|  | Club Atlético Osasuna Magna | Club Atlético Osasuna Magna | 1                      |                        |                |                |             |             |  |                        |                        |            |            |  |
|  | Club Atlético Osasuna Magna | Club Atlético Osasuna Magna | 1                      |                        |                |                |             |             |  |                        |                        |            |            |  |
|  |                             |                             |                        |                        |                |                |             |             |  |                        |                        |            |            |  |

### Cuartos de final
| 5 de marzo de 2020, 17:00 | Movistar Inter | 1:0 (1:0) | Palma Futsal | Martín Carpena, Málaga,                                                                  |                                                                                          |
|                           | - Humberto 16' | Reporte   |              | Árbitro(s): Fermín Sánchez Molina y Carlos Rodrigo Miguel (Comité de Castilla-La Mancha) | Árbitro(s): Fermín Sánchez Molina y Carlos Rodrigo Miguel (Comité de Castilla-La Mancha) |

| 5 de marzo de 2020, 19:00 | Jaén Paraíso Interior | 0:1 (0:0) | Viña Albali Valdepeñas | Martín Carpena, Málaga,                                                                                              | |
|                           |                       | Reporte   | - 39' Catela           | Asistencia: 6.195 espectadores Árbitro(s): Carlos Rabadán Sainz y Pablo Delgado Sastre (Comité Comunidad Valenciana) | Asistencia: 6.195 espectadores Árbitro(s): Carlos Rabadán Sainz y Pablo Delgado Sastre (Comité Comunidad Valenciana) |

| 6 de marzo de 2020, 17:00 | Levante UD FS   | 1:2 (1:1) | ElPozo Murcia                | Martín Carpena, Málaga,                                                                           |                                                                                                   |
|                           | - Cuzzolino 18' | Reporte   | - 13' Paradynski - 30' Darío | Árbitro(s): Aitor Felipe Madorrán (Comité País Vasco) y David Urdanoz Apezteguia (Comité Navarro) | Árbitro(s): Aitor Felipe Madorrán (Comité País Vasco) y David Urdanoz Apezteguia (Comité Navarro) |

| 6 de marzo de 2020, 19:00 | Barça                                         | 3:1 (2:0) | Club Atlético Osasuna Magna | Martín Carpena, Málaga,                                                                                 | |
|                           | - Marcenio 5' - Sergio Lozano 7' - Adolfo 24' | Reporte   | - 23' Araça                 | Árbitro(s): Juan José Cordero Gallardo (Comité Andalucía) y Alejandro Martínez Flores (Comité Murciano) | Árbitro(s): Juan José Cordero Gallardo (Comité Andalucía) y Alejandro Martínez Flores (Comité Murciano) |

### Semifinales
| 7 de marzo de 2020, 17:00 | Movistar Inter           | 2:3 (0:1) | Viña Albali Valdepeñas       | Martín Carpena, Málaga,                                                                                              | |
|                           | - 23' Gadeia - 32' Borja | Reporte   | - 19' Chino - 34' 35' Cainan | Asistencia: 7.303 espectadores Árbitro(s): Pablo Delgado Sastre y Carlos Rabadán Sainz (Comité Comunidad Valenciana) | Asistencia: 7.303 espectadores Árbitro(s): Pablo Delgado Sastre y Carlos Rabadán Sainz (Comité Comunidad Valenciana) |

| 7 de marzo de 2020, 19:00 | ElPozo Murcia                 | 2:3 (1:0) | Barça                                 | Martín Carpena, Málaga,                                                                                              | |
|                           | - Fernan 13' - Paradynski 40' | Reporte   | - 24' Dyego - 34' Daniel - 39' Adolfo | Asistencia: 7.741 espectadores Árbitro(s): Carlos Rodrigo Miguel y Fermín Sánchez Molina (Comité Castilla-La Mancha) | Asistencia: 7.741 espectadores Árbitro(s): Carlos Rodrigo Miguel y Fermín Sánchez Molina (Comité Castilla-La Mancha) |

### Final
| 8 de marzo de 2020, 18:30 | Viña Albali Valdepeñas | 3:4 (1:0) | Barça                                                 | Martín Carpena, Málaga, | |
|                           | - Chino 12' 32' 40'    | Reporte   | - 22' Adolfo - 29' Aicardo - 31' Boyis - 33' Marcenio | Asistencia: 8.388 espectadores Árbitro(s): Juan José Cordero Gallardo (Comité de Andalucía) y Alejandro Martínez Flores (Comité de la Región de Murcia) | Asistencia: 8.388 espectadores Árbitro(s): Juan José Cordero Gallardo (Comité de Andalucía) y Alejandro Martínez Flores (Comité de la Región de Murcia) |

| Bandera de Cataluña |
| Campeón Barça       |
| 5º título           |